# Алькобер, Иоанн
Иоанн Алькобер  (исп. Juan Alcober; 21 декабря 1694, Гранада — 28 октября 1748, Фучжоу) — святой Римско-католической церкви, член монашеского ордена доминиканцев, миссионер, священник, мученик.

## Биография
В 1708 году Иоанн Алькобер вступил в новициат монашеского ордена доминиканцев. В 1718 году был рукоположён в священника. До июля 1725 года Иоанн Алькобер служил в Испании, после чего его послали на миссию на Филиппины, где он стал изучать китайский язык. В 1728 году он отбыл в Китай, чтобы там проповедовать христианство. Когда в Китае стали преследовать христиан, Иоанн Алькобер ушел в подполье, скрываясь в домах верующих. 26 июня 1746 года его местоположение было раскрыто; его арестовали и доставили в тюрьму, находившуюся в Фучжоу. Через два года, 25 октября 1748 года, Иоанн Алькобер был казнен через удушение.

## Прославление
Иоанн Алькобер был беатифицирован 17 мая 1893 года римским папой Львом XIII и канонизирован 1 октября 2000 года римским папой Иоанном Павлом II вместе с группой 120 китайских мучеников.
День памяти в Католической церкви — 9 июля.